# An Officer and a Gentleman
An Officer and a Gentleman (prt: Oficial e Cavalheiro; bra: A Força do Destino) é um filme norte-americano de 1982 dirigido por Taylor Hackford.

## Sinopse
Zack Mayo, que quando garoto viveu nas Filipinas, volta a Washington para se tornar um oficial da Marinha americana, tendo que passar por um curso preparatório comandado pelo sargento Emil Foley.

## Elenco
- Richard Gere .... Zack Mayo
- Debra Winger .... Paula Pokrifki
- Louis Gossett, Jr. .... Sgt. Emil Foley
- David Keith .... Sid Worley
- Lisa Blount .... Lynette Pomeroy
- Lisa Eilbacher .... Casey Seeger
- Tony Plana .... Emiliano Della Serra
- Harold Sylvester .... Perryman
- David Caruso .... Topper Daniels
- Robert Loggia .... Byron Mayo
- Victor French .... Joe Pokrifki
- Grace Zabriskie .... Esther Pokrifki

## Recepção
O Metacritic, que usa uma média ponderada, atribuiu ao filme uma pontuação de 75 em 100, baseado em 8 críticos, indicando críticas "geralmente favoráveis".

## Prêmios e indicações
- Oscar

Vencedor do Oscar de melhor ator coadjuvante: Louis Gossett Jr.
Vencedor do Oscar de melhor canção: "Up Where We Belong"
Indicado nas categorias melhor atriz (Debra Winger), melhor edição, melhor roteiro original e trilha sonora (Jack Nitzche).
- BAFTA

Vencedor: melhor canção original.
Indicado: melhor trilha sonora.
- Academia de Cinema do Japão

Vencedor: melhor filme em língua estrangeira.
- Globo de Ouro

Vencedor: melhor ator coadjuvante (Louis Gossett Jr.) e trilha sonora.
Indicado: melhor ator (Richard Gere), melhor coadjuvante (David Keith), melhor atriz (Debra Winger), melhor filme e revelações (David Keith e Lisa Blount)
- Prêmio Image

Vencedor: melhor filme e melhor ator coadjuvante (Louis Gossett Jr.)